# San José de Ocoa (stad)
San José de Ocoa is een stad en gemeente (37.500 inwoners) in de Dominicaanse Republiek, de hoofdstad van de gelijknamige provincie. De belangrijkste bron van inkomsten voor de stad is de landbouw. Daarnaast zijn er allerlei kleine werkplaatsen, waaronder meubelmakerijen.

## Bestuurlijke indeling
De gemeente bestaat uit vijf gemeentedistricten (distrito municipal):
El Naranjal, El Pinar, La Ciénaga, Nizao-Las Auyamas en San José de Ocoa.
- Library of Congress Control Number: n99262282
- Nationale Bibliotheek van Israël: 987007465637705171
- Virtual International Authority File: 126853894
- WorldCat: E39PBJf8tB46j4jxRDJ4qVQg8C

Azua · Bajos de Haina · Baní · Barahona · Boca Chica · Bonao · Comendador · Cotuí · Dajabón · El Seibo · Hato Mayor · Higüey · Jimaní · La Romana · La Vega · Los Alcarrizos · Mao · Moca · Monte Cristi · Monte Plata · Nagua · Neiba · Pedernales · Puerto Plata · Sabaneta · Salcedo · Samaná · San Cristóbal · San Francisco de Macorís · San José de Ocoa · San Juan · San Pedro de Macorís · Santiago · Santo Domingo de Guzmán · Santo Domingo Este · Santo Domingo Norte · Santo Domingo Oeste